# Abercorn hercege
Abercorn hercege (Duke of Abercorn) egyike az ír főrendi címeknek. Viktória brit királynő 1868-ban adományozta James Hamilton, Abercorn második márkijának.  Az Abercorn család a skót Hamilton-klán legfiatalabb élő férfi ága, így érhető, hogy bár a hercegség az ír főrend része, a név a Skóciában található Abercornra (West Lothian)-ra utal.
A jelenlegi egyike azon három nemesnek, akik mindhárom főrendben címeket viselnek. Az Abercorn hercege emellett igényt tart az 1548-ban alapított francia főrendséghez tartozó Châtellerault hercege címre is.
A család jelenlegi székhelye Baronscourt, amely Észak-Írországban található. A család kastélya és birtokai jelentős történelmi és kulturális értéket képviselnek.

## Történelem

### Grófok és Márkik
Arran 2. grófja, Skócia régense volt I. Mária skót királynő idején. Az ő negyedik – egyesek szerint az ötödik – fia, Lord Claud Hamilton, lett az Abercorn-ok őse. Kitartott a királynő mellett, már fiatalon kinevezték a paisley-i apátság elöljárójává. Ennek az apátságnak a kiterjedt földjeit a reformáció után időleges uradalommá alakították, és Claud Hamiltonnak a Lord Paisley () címet adományozták.
Claud Hamiltonnak négy fia volt. A legidősebb James, aki 1603-ban elnyerte az Abercorn bárója (), majd 1606-ban az Abercorn grófja () és Paisley, Hamilton, Mountcastle és Kilpatrick bárója () méltóságokat. A családi névadó Abercorn birtok Linlithgowshire-ban található. Abercorn 1. grófja az Ulster Gyarmatosítása egyik előmozdítója volt, és nagyon nagy birtokot kapott a történelmi Tyrone megyében elfoglalt földekből, a Titkos tanács tagja volt. 1618-ban halt meg, utódja fia, James lett. James, Abercorn 2. grófja, még apja életében, 1616-ban elnyerte a Strabane bárója címet ().
A 4. grófot 1691-ben törvényen kívül helyezték II. Jakab angol király támogatása miatt, de halála után a bátyja, az 5. gróf, 1692-ben visszaszerezte a címet. A cím oldalágon öröklődött tovább (lásd a lenti családfát), a 6. gróf még a cím elnyerése előtt a negyedik oldalán részt vett az II. Jakab angol király vezette Derry ostromában. A családnak már akkor is jelentős földjei voltak Derry környékén is. 1701. szeptember 2-án elnyerte a Mountcastle báró () és Strabane vikomtja () címeket, tagja volt a Titkos tanácsnak.
A 7. gróf tudósként 1715. november 10-én a Royal Society tagja lett, és 1729-ben kiadta a Calculations and Tables on the Attractive Power of Lodestones (Számítások és táblázatok a magnetit vonz(ó)erőről) című könyvet a mágnesességről. Ő volt az első az Abercorn grófok közül, akit kineveztek az Egyesült Királyság titkos tanácsossága mellett Írország titkos tanácsosává is.
A 8. gróf a művészetek mecénása, építő, a család tulajdonának és befolyásának megszilárdítója volt. 1745-ben megvásárolta az  Edinburgh melletti Duddingston birtokot, ahol az az 1760-as években Sir William Chambers irányításával kastélyt építtetett. A renfrewshire-i Paisleyben, a család egykori birtokán, amelyet 1764-ben szerzett vissza, felépítette a Place of Paisleyt, és az 1770-es években új várost alakított ki. 1786. augusztus 24-én elnyerte a Hamilton vikomtja () címet.
Utóda, a 9. gróf szintén az építészek nagy pártfogója volt, emellett a kor divatja meghatározójának tartották. Tagja volt a Titkos tanácsnak. Jó barátja volt  Nagy-Britannia kétszer volt miniszterelnökének, William Pittnek. Miután tagja lett a Képviselőháznak, 1805-ben megkapta aTérdszalagrendet. 1790. október 15-én elnyerte az Abercorn márkija () címet, és mint legmagasabb cím, ettől fogva ezt a megnevezést használta.

### Hercegek

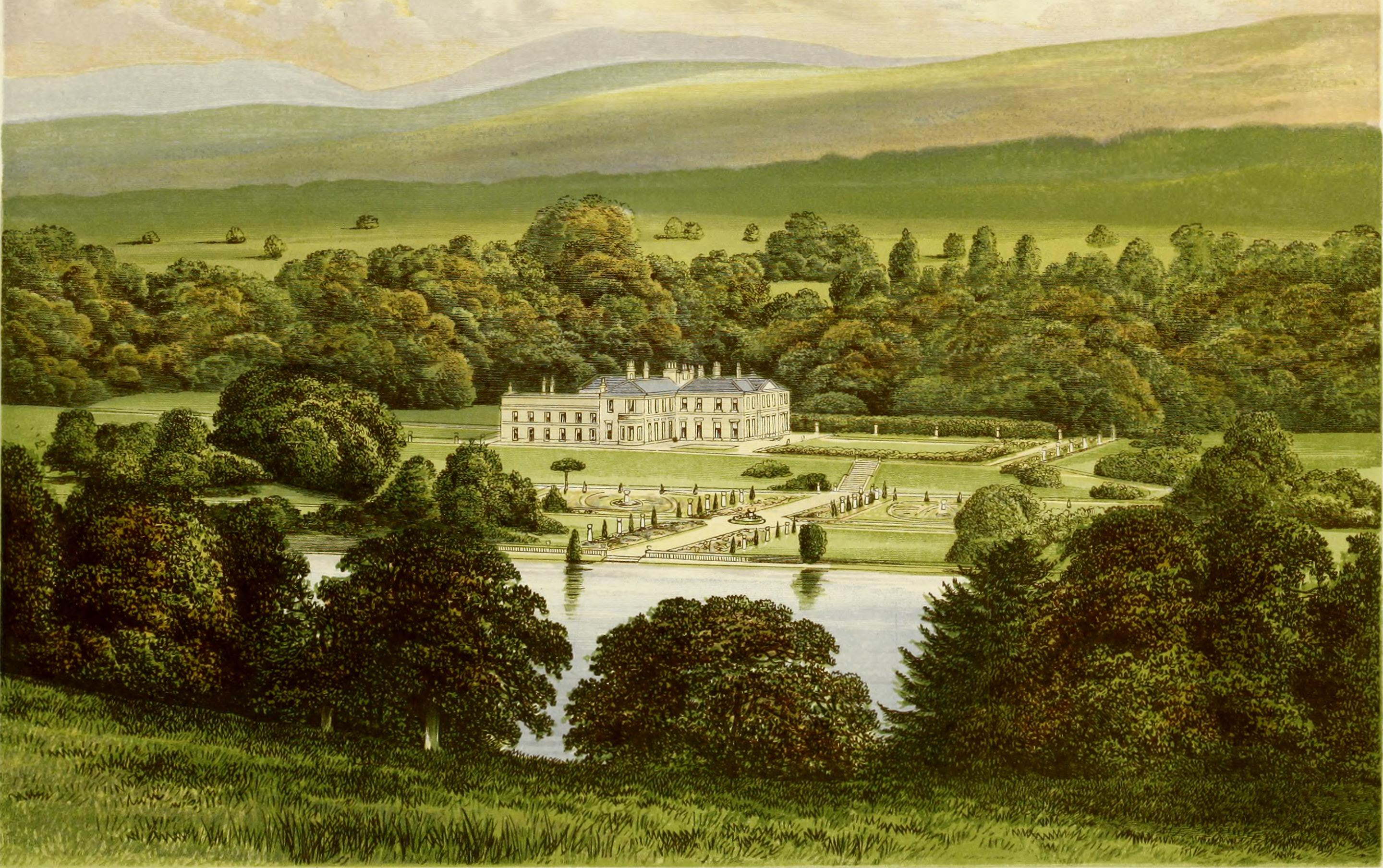
Észak-Írország, Tyrone megye, Baronscourt. Baeons Couet^ Abercorn hercegének székhelye Írországban, nagyon kiterjedt terület, 5-6000 hektáros park és erdő, amit körülvesz a körülbelül nyolcvanezer hektáros birtok Tyrone és Donegal megyékben. A házat eredetileg Sir William Chambers tervei alapján építették 1742-ben, de a következő tulajdonosok jelentősen kibővítették. Számos nagyon díszes helyisége van: a száz lábszor huszonkét láb méretű Galéria vagy Szalon (30,5x6,7m); az ötvenszer huszonnyolc és huszonkét láb magas ebédlő (30,5x8,5x6,7m); a Hall harmincnyolcszor huszonnyolc láb és huszonkét láb magas; a Biliárdterem, egy kör alakú szoba, harminc láb (9,1m) átmérőjű és harminc láb magas; és a Lépcsőház... A háztól az egyik tóhoz nyúló, olasz stílusú, kővel díszített, gyönyörű teraszos kertek találhatók. Forrás: Barons Court, Festői kilátások sorozata Nagy-Britannia és Írország nemeseinek és urainak székhelyeiről (1840), szerzők: Morris, F. O. (Francis Orpen)

Abercorn 2. márkija 1844-ben kapta meg a Térdszalagrendet, kétszer volt Írország helytartója (1866–1868 és 1874–1876). Első hivatali ideje alatt, 1868. augusztus 10-én megkapta a Hamilton márkija (), Strabane márkija () és Abercorn hercege () címeket. Tagja volt a Titkos tanácsnak.
A 3. herceg Londonderry parlamenti képviselője, Észak-Írország kormányzója volt, a Térdszalagrend mellett elnyerte a Szent Patrik rend lovagja címet is. Diána walesi hercegné Abercorn 3. hercegének dédunokája volt.
A 3. herceg volt Észak-Írország első kormányzója 1922-1945 között. Abercorn hercegsége Ulster egyetlen hercegsége, Írország második és Nagy-Britannia második utolsó hercegsége.
A hercegi cím jelenlegi birtokosa, James Hamilton (London, 1934. július 4. – , ), Abercorn 5. hercege, a Térdszalagrend lovagja.

## Címek és címerek

Az Hamilton, Abercomb hercegi címer. Lásd a Címek és Címerek részt!

William Hamilton, Hamilton 2. hercege (1616. december 14. – 1651. szeptember 12.) halála után az Arran grófja ( 1503, második létrehozás) cím alvó állapotba került. Nem szűnt meg, mert James Hamilton, Abercorn 2. grófja kérelmezhette volna a címet, a Hamilton család legidősebb férfi tagjaként, de nem tette. Viszont emiatt az Abercorn grófok, márkik és hercegek a jogszerű használói az Arran grófja ( 1503) és Lord Hamilton ( 1445) címeknek. A hercegi címer része Arran grófja  (ezüst mezőben kibontott vitorlájú gálya) és Lord Hamilton  (piros mezőben három ötlevelű hermelin) címerei.
Az Abercorn hercegei igényt tartanak a francia Châtellerault hercege (Duc de Châtellerault) címre, mint a Arran 2. grófja férfi örökösei. A gróf 1548-ban kapta a címet II. Henrik francia királytól, mert sikerrel dolgozott a francia trón örököse és Stuart Mária házassága érdekében. A cím tükröződik az Abercorn címerben, amely három liliomot és egy francia hercegi koronát (is) tartalmaz.

Châtellerault hercege
A Châtellerault hercege francia főrendi cím, amelyet kilenc alkalommal hoztak létre, eredetileg Franciaországban 1515-ben. Nevét Châtellerault városáról kapta.
A címet először Gilbert, Mentpensier gróf harmadik fiának, François de Bourbon-Montpensiernek, Châtellerault vikomtjának ( 1514) 1515-ben, Őt még ebben az évben megölték, helyébe jure uxoris (felesége jogán) testvére, Charles, Bourbon és Auvergne hercege lépett. Miután elárulta I. Ferenc francia királyt, 1527-ben elkobozták címét.
A Châtellerault és Bourbon hercegségek ekkor I. Ferenc király anyjához Savoyai Lujza, Franciaország régenséhez kerültek. Amikor Châtellerault hercegség területét átengedte III. Louis de Montpensier-nek, a cím megszűnt. Ezért a hercegséget újrakreálták  Savoyai Lujza számára, az 1532-ben bekövetkezett halálával ismét megszűnt.
A hercegséget ismét Savoyai Lujza unokája, I. Ferenc fia II. Károly orléans-i herceg számára hozták létre 1544-ben, ismertebb címei Orléans és Angoulême hercege volt. Mivel egyedülálló volt, a címek 1545-ben bekövetkezett halála után ismét megszűntek.
A negyedik alkalommal a címet 1548-ban hívták életre, viselője James Hamilton, Arran 2. grófja és Skócia régense lett. Őt azért jutalmazták a címmel, mert tető alá hozta a Châtillon-i Szerződést, amely meghatározta I. Mária skót királynő eljegyzésének feltételeit II. Henrik francia király fiával, a trónörökös Ferenc herceggel. 1559-ben azonban, amikor csatlakozott a skót protestánsokhoz, francia birtokait és címeit elkobozták és megszűnt.
II. Henrik francia király és Filippa Duci királyi ágyas törvényesen elismert lánya Diána 1563-ban nyerte el a Châtellerault hercegnője címet, de arról 1582-ben lemondott Angoulême hercegnői címéért, a Châtellerault hercege cím ismét megszűnt.
A hercegi címet ezután 1584-ben III. Louis de Montpensier fia, Lajos nyerte el. Az ő unokája, Marie, Montpensier hercegnője hozzáment IV. Henrik francia király fiához, Gaston orléans-i herceghez. A  lányuk, Anne-Marie-Louise, „La Grande Mademoiselle” örökölte Montpensier és Châtellerault hercegségét. 1693-ban gyermek nélkül halt meg, és a hercegség területét első unokatestvérére, XIII. Lajos francia király fiára, Fülöp orléans-i hercegre hagyta, a címek megszűntek.
Az 1720-as években Fülöp eladta a földeket Frédéric Guillaume de la Trémoille-nak, Talmont hercegének, akinek fiát, Anne-Charles-Frédéric de la Trémoille-t 1730-ban Châtellerault hercegévé tették. Amikor 1759-ben utód nélkül meghalt, a cím ismét kihalt, a földek a La Trémoille család másik ágához kerültek. Ez volt a cím utolsó, törvényes létrehozása és megszűnése.
1864-ben III. Napóleon francia császár újraélesztette az 1548-as címet. De az újraélesztés nem az eredeti kedvezményezett leszármazottját, Derby 14. grófját és nem az utolsó férfi ági örököst, Abercorn 2. márkiját nevezte meg kedvezményezettként, hanem Hamilton 12. hercegét, aki édesanyja, a badeni Mária Erzsébet hercegnő révén harmadik unokatestvére volt a császárnak. Hamilton hercegei és Abercorn hercegei azóta is ezt a címet használják Franciaországban, minden jogi indoklás nélkül.

## Részleges családfa
A hercegi cím jelenlegi birtokosa, James Hamilton (London, 1934. július 4. –), Abercorn 5. hercege. A hercegi cím örököse Hamilton márkija, az örökös örököse a Strabane vikomtja cím viselésére jogosult. A következő családfa csak a cím öröklésében szerepet játszó családtagokat tünteti fel. Részletesebb adatokat talál itt a hercegi cím megszerzéséig terjedő időszakról, és itt a hercegi cím megszerzése utáni időszakról.
- James Hamilton,  Abercorn 1. grófja[m 5] A Hamilton hercege családfa Abercorn ágának folytatása.
  - James Hamilton (~1603-~1670),  Abercorn 2. grófja. Felesége: Katherine Clifton (~1592–1637)[m 6]
    - James Hamilton[m 7]
      - Catharine Hamilton, aki özvegyen Abercorn 5. grófjának lesz felesége[m 8]

    - George Hamilton (~1636–1683),  Abercorn 3. grófja[m 9]

  - Claud Hamilton,  Strabane 1. bárója[m 10]
    - James Hamilton[m 11]
    - George Hamilton[m 12]
      - Claud Hamilton,  Abercorn 4. grófja[m 13]
      - Charles Hamilton,  Abercorn 5. grófja, felesége: Catharine Hamilton (l. feljebb)[m 14]

  - Sir George Hamilton[m 15]
    - Col. James Hamilton[m 16]
      - James Hamilton,  Abercorn 6. grófja[m 17]

        - James Hamilton,  Abercorn 7. grófja[m 18]
          - James Hamilton,  Abercorn 8. grófja[m 19]
          - Capt. Hon. John Hamilton, R.N.[m 20]
            - John James Hamilton,  Abercorn 9. grófja, 1790-től:  Abercorn 1. márkija 1790, K.G., P.C.,[m 21]
              - James Hamilton, Hamilton vikomtja[m 22]
              - James Hamilton (1811–1885),  Abercorn 2. márkija,  Abercorn 1. hercege (1868)[m 23]
                - Louisa Jane Hamilton (1836–1912) Férje: William Montagu Douglas Scott (1831 – 1914), Buccleuch 6. hercege, Queensberry 8. hercege
                -  James Hamilton, Abercorn 2. hercege (1838–1913)
                  -  James Hamilton, Abercorn 3. hercege (1869–1953)
                    -  James Hamilton, Abercorn 4. hercege (1904–1979)
                      -  James Hamilton, Abercorn 5. hercege (1934–)
                        - (1) James Hamilton, Hamilton márkija (1969–)
                          - (2) James Hamilton, Strabane vikomtja (2005–)
                          - (3) Lord Claud Hamilton (2007—)

                        - (4) Lord Nicholas Hamilton (1979–)

                      - (5) Lord Claud Hamilton (1939–)
                        - (6) Alexander Hamilton (1987–)

                - Albertha Frances Anne Hamilton (1847–1932) ∞¹ George Spencer-Churchill (1844–1892),  Marlborough 8. hercege

              - Lord Claud Hamilton (1813–1884)
                - Douglas James Proby (1856–1931)
                  - Sir Richárd George Proby 1. baronetje[7] (1886–1979)
                    - [Sir Peter, Proby 2. baronetje[7] (1911–2002)
                      - Sir William, Proby 3. baronetje[7] (1949–)

## Társcímek
A Hamilton család címere egy vörös pajzsot ábrázol, amelyen három ezüst csík található. A család mottója: "Sola Nobilitas Virtus" (Az egyedüli nemesség az erény).
Abercorn hercege a következő címek birtokosa:
- Marquess of Abercorn ( 1790)
- Marquess of Hamilton ( 1868)
- Marquess of Strabane (Tyrone megyében) ( 1868)
- Earl of Abercorn ( 1606)
- Viscount Strabane ( 1701)
- Viscount Hamilton ( 1786)
- Lord Paisley (Renfrewshire) ( 1587)
- Lord Abercorn (Linlithgowshire) ( 1603)
- Lord Paisley, Hamilton, Mountcashell és Kirkpatrick ( 1606)
- Lord Hamilton of Strabane, (Tyrone megye) ( 1617)
- Baron Mountcastle (Tyrone megye) ( 1701)

## Vagyon
Az Abercorn jelenlegi hercege, James Hamilton, jelentős vagyonnal rendelkezik, amely nagy részben földbirtokokból származik. A herceg nettó vagyonát 23 millió dollárra becsülik, amelyet üzleti tevékenységeiből és befektetéseiből szerzett.
A Hamilton család, amelyhez az Abercorn hercege tartozik, jelentős földbirtokokkal rendelkezik Írországban és Skóciában. Az egyik legjelentősebb birtokuk a Baronscourt birtok Észak-Írországban, Tyrone megyében, amely több mint 47,000 hold területet foglal magában. Emellett a család birtokában van mintegy 16,000 hold föld Donegal megyében is.
A család skót birtokai közé tartozik több földterület Edinburgh és Renfrew környékén. Ezenkívül az Abercorn hercegi címhez tartozó birtokok közé tartoznak területek Portobello környékén is, ahol a Hamilton Terrace nevű utcát építették ki a XIX. század végén.